# Блазієві
Блазієві (Blasiaceae) — родина печіночників, що складається лише з двох видів: Blasia pusilla (космополіт) і Cavicularia densa (зустрічається лише в Японії). 
Родина традиційно класифікується як Metzgeriales, але молекулярна кладистика передбачає розміщення в основі Marchantiopsida.